# Rewizja (powieść)
Rewizja – polski thriller prawniczy autorstwa Remigiusza Mroza wydana nakładem wydawnictwa Czwarta Strona w 2016 roku. Powieść jest trzecią książką z serii Joanna Chyłka. Rewizja została nagrodzona tytułem Książki Roku 2016 według serwisu lubimyczytać.pl w kategorii Kryminał, sensacja, thriller.
Na podstawie powieści powstała trzecia seria serialu Chyłka produkowanego przez Player.pl i TVN emitowana jako Chyłka. Rewizja.